# とちぎ歌麿館

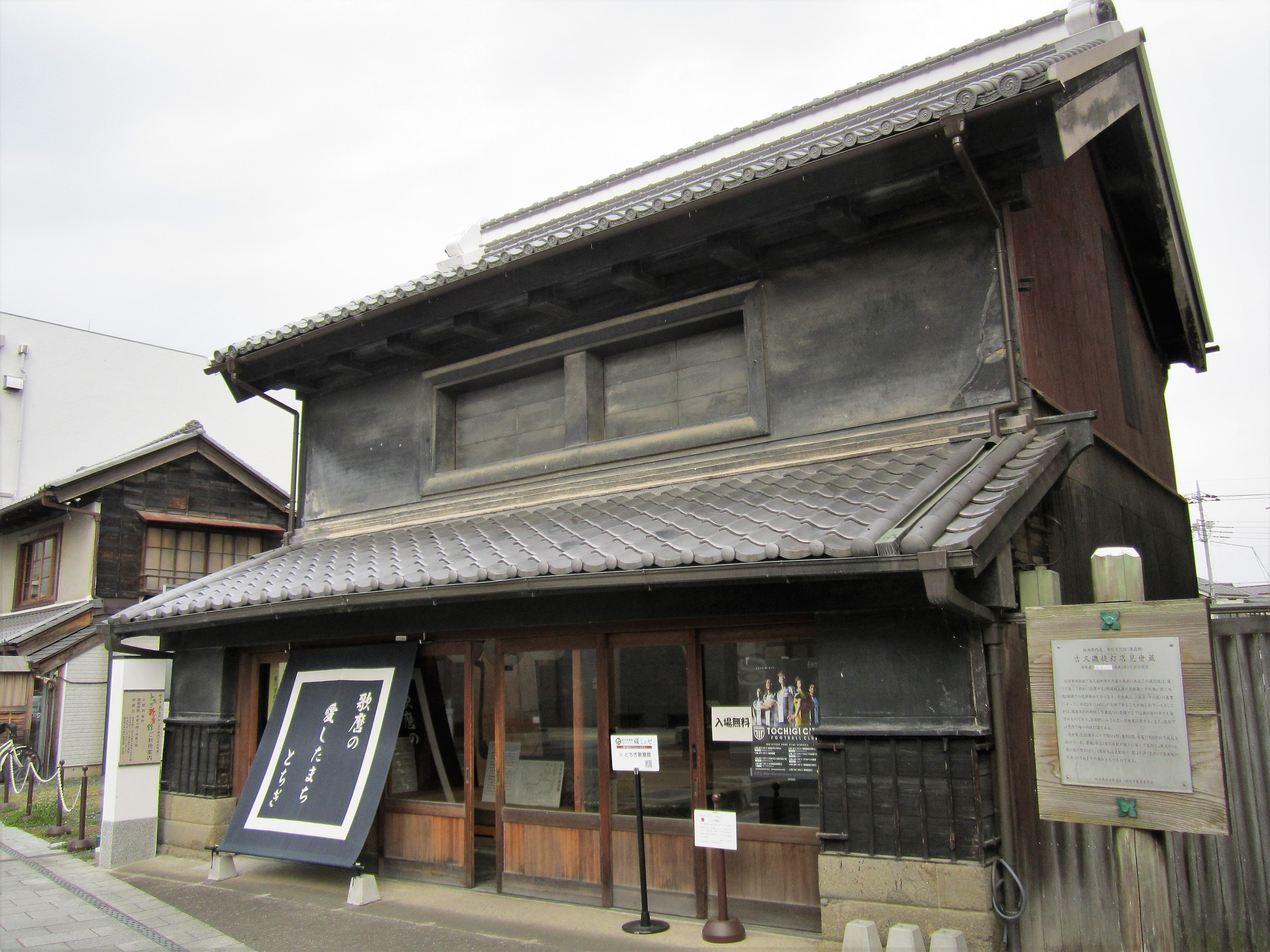
とちぎ歌麿館

とちぎ歌麿館（とちぎうたまろかん）は、栃木県栃木市万町にある浮世絵師・喜多川歌麿と栃木市のゆかりを紹介する施設。
2014年（平成26年）10月25日開館し、2023年（令和5年）9月末で閉館となった。

## 歴史
古久磯提灯店見世蔵（栃木県指定有形文化財に指定）内に設けられていた。
開館時は歌麿の三部作（「雪月花」三部作）のうち「品川の月」と「吉原の花」の高精細複製画をメインに展示を行っていた。2015年度は1万5360人が入館した。しかし、整備決定後に「深川の雪」が発見されたため、栃木市では三部作が揃うよう所蔵する岡田美術館の許可を得て高精細複製画を制作した。ただ「深川の雪」を含めるとスペースが狭小で3点を同時展示することが困難だっため、高精細複製画は主に栃木市役所で同時展示されることが多くなった。さらに新型コロナウイルス禍の影響もあり入館者は減少し、2022年（令和4年）11月の栃木市立美術館の開館も受け、2023年（令和5年）9月末で閉館することになった。